# 西邵乡
西邵乡，是中华人民共和国河南省濮阳市南乐县下辖的一个乡镇级行政单位。

## 行政区划
西邵乡下辖以下地区：
西邵集村、付苑村、刘苑村、苏苑村、李苑村、霍苑村、葛苑村、乔崇町村、李崇町村、王崇町村、赵任村、刘任村、王东邵村、檀东邵村、袁东邵村、李西邵村、赵西邵村、王西邵村、蔡村、寨里村、五花营村、四坡村、侯古宁甫村、运古宁甫村、邢古宁甫村、杨古宁甫村和潘古宁甫村。